# Faras

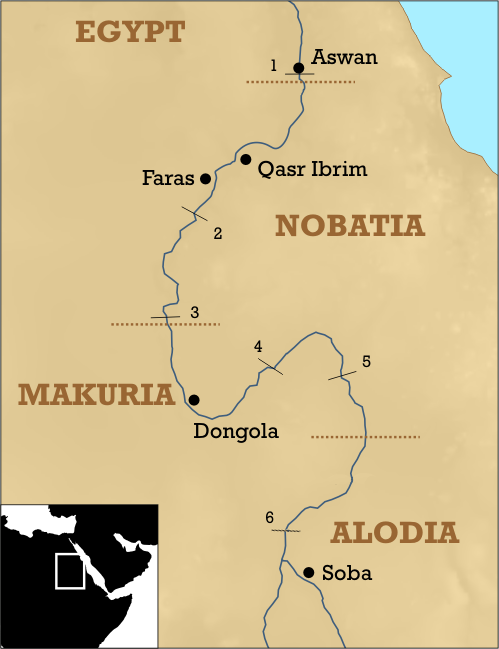
Localizarea sitului în Nubia (stânga sus)

Faras este un sit arheologic în Nubia, la limita dintre statele Egipt și Sudan. Aici se află temple construite de Tutmes al III-lea și de Ramses al II-lea. Tot aici se află și o necropolă și o catedrală creștină cu fresce, construită în anul 707.